# Tjeremosj
48°22′44″N 25°37′14″Ø / 48.3789°N 25.6206°Ø
Tjeremosj (ukrainsk: Черемош, rumænsk: Ceremuș, polsk: Czeremosz) er en flod i det vestlige Ukraine, biflod fra højre bred til floden Prut.

## Beskrivelse
Den er dannet ved sammenløb af to øvre vandløb af floden Bilyi Tjeremosj (Hvide Tjeremosj) og Chornyi Tjeremosj (Sorte Tjeremosj) nær landsbyen Usteriky (Verhovyna rajon) og har en længde på 80 km. Chornyi Tjeremosj er 87 km lang med et afvandingsområde på 856 km2 og Bilyi Tjeremosj er 61 km lang med et afvandingsområde på 606 km2. Floden starter i Karpaterne og løber nogenlunde fra sydvest mod nordøst. Den passerer Bukovina Obchinas (en bjergkæde i de ydre østlige Karpater, der strækker sig i Ukraine og Rumænien) til højre for floden og den historiske underregion Pokuttya til flodens venstre side.
Det løber langs grænsen til de historiske regioner Bukovina og Galicien. I middelalderen og den tidlige moderne æra var det en del af grænsen mellem Fyrstendømmet Moldavien og Kongeriget Polen. I øjeblikket løber den langs grænsen mellem Ivano-Frankivsk og Tjernivtsi oblasterne.
Begge bredder i den øvre del af floden er beboet af hutsuler (en).

## Galleri
- Chornyi Tjeremosj

## Byer i området
- Verkhovyna
- Kuty
- Vyzhnytsya
- Vashkivtsi